# Polvoranca
Polvoranca fue una aldea situada entre las localidades de Leganés, Alcorcón y Fuenlabrada, en la Comunidad de Madrid (España). Habitada hasta el siglo XIX, su emplazamiento de aproximadamente 150 hectáreas es ocupado hoy por el parque de Polvoranca. De los pocos restos que quedan del antiguo pueblo destaca la iglesia de San Pedro Apóstol, bastante deteriorada por el paso del tiempo y su desuso.

## Historia
La existencia de Polvoranca se remonta a la época medieval, si bien no existe una constancia oficial de su creación. En 1575 el conde de Orgaz vendió sus posesiones al licenciado De León y su esposa Ana de Ossorio. A partir de ahí se creó el mayorazgo de Polvoranca, que se encontraba a media legua de Leganés. Durante toda su existencia los terrenos continuaron perteneciendo a la nobleza y sus habitantes están sometidos a un régimen feudal. La zona estaba situada en los arroyos naturales de Recomba y Cantochado, y su sistema económico estaba basado en la agricultura y ganadería. En 1655 se levantó la iglesia de San Pedro, de estilo barroco, sobre los cimientos de la antigua ermita. En esa época, la población total se situaba en torno a 300 vecinos.
Polvoranca comenzó a sufrir un importante descenso demográfico debido a las enfermedades derivadas de la cercanía de los ríos, y la climatología adversa. A su vez, el crecimiento de Leganés, Fuenlabrada y otras ciudades del sur provocó que los vecinos abandonaran el pueblo durante los siglos XVIII y XIX. En 1849 Polvoranca fue oficialmente absorbida, de forma natural, por la villa de Leganés. En el imaginario popular de la época, Polvoranca pasó a estar considerado como un «lugar maldito». Años después, el escritor Benito Pérez Galdós describiría Polvoranca en su libro Nazarín.
En la actualidad, parte de la zona fue reconstruida artificialmente para dejar paso al parque de Polvoranca. Sin embargo, otros patrimonios de Polvoranca como la iglesia de San Pedro continúan abandonados y en un grave estado de deterioro, sin previsiones a corto plazo para su rehabilitación. Durante un proceso iniciado en 2005 por el ayuntamiento de Leganés para evaluar una posible restauración, se hallaron restos humanos en el interior del templo.